# Elsternbuschbach
Der Elsternbuschbach ist ein 1.063 Meter langer Bach im Wuppertaler Stadtbezirk Uellendahl-Katernberg und gehört zum Flusssystem der Ruhr.

## Topografie
Der Bach entspringt an einem Hang in rund 277 Metern über NN bei den Ortslagen Wolfsholz und Metzmachersrath aus mehreren Quellen mit zwei Hauptquellen. Der naturnahe Quellbereich mit Uferhochstaudenfluren ist von einer Grünlandbrache umgeben; im weiteren Verlauf des Bachs nach Ostnordost wird er erst von einem Erlenwald, dann von einem Erlenbruchwald begleitet.
Nach einer Fließstrecke von 300 Metern mündet rechts der Elsterbusch Siefen in den Elsternbuschbach. Im weiteren Verlauf erhält der Bach von rechts Zulauf von Elsterbusch Siepen, Metzmachersrath Siefen und später vom Gewässer Elsterbuscher Biotop. Am Bach lag der Wohnplatz Elsternbusch, der um 1880 abgegangen ist. In der zweiten Hälfte der Fließstrecke des Elsternbuschbachs wird er beidseitig von Weideflächen begleitet und von Feldgehölzen beschattet. Nach einer Fließstrecke von 300 Metern erhält der Bach von rechts Zulauf durch den Rohlederbach.
Nach rund 980 Metern unterhalb der Quelle erreicht der Elsternbuschbach die Ortslagen Frickenhaus und Untenrohleder an der Untenrohleder Straße, die er verrohrt unterquert. Nach weiteren 70 Metern mündet er in einer Höhe 232 Meter über NN in den Heidacker Bach.